# Sietske van Peursem
Sietske van Peursem - van der Bijl (Alkmaar, 3 september 1993) is een Nederlands actrice en danseres, die vooral bekend is van haar rol in de KRO-televisieserie VRijland.

## Biografie
Voorafgaand aan haar acteercarrière was Van Peursem turnster, maar door een blessure is ze gestopt met turnen toen ze twaalf jaar oud was. Naast haar middelbare school volgde ze de vooropleiding bij Dansacademie Lucia Marthas. 
Van Peursem kreeg nationale bekendheid door haar vertolking van de rol van Chantal Spoor in de televisieserie VRijland op Nederland 3.
In 2022 was Van Peursem deelneemster aan het televisieprogramma ‘De alleskunner’.

## Filmografie
| Jaar      | Film/serie/reclame               | Rol            | Extra informatie  | Genoemd als          |
| --------- | -------------------------------- | -------------- | ----------------- | -------------------- |
| 2010-2013 | VRijland (seizoen 1 tm 4)        | Chantal        | Hoofdrol          | Sietske van der Bijl |
| 2011      | Penoza                           | Sheila         | Bijrol            | Sietske van der Bijl |
| 2012      | Loverboys                        | Charly         | Documentaire IDTV | Sietske van der Bijl |
| 2013      | Efteling TV: Het mysterie van... | Iris van Elfen | Hoofdrol          | Sietske van der Bijl |
| 2016      | Flikken Maastricht               | Estelle        | Gastrol           | Sietske van der Bijl |
| 2017      | Pestkop                          | Janneke        | Speelfilm         | Sietske van der Bijl |
| 2022      | Boeien!                          | Cindy          | Speelfilm         | Sietske van Peursem  |
| 2022      | Hart op de juiste plek           | Natasja        | Speelfilm         | Sietske van Peursem  |

## Discografie
| Single met eventuele hitnotering(en) in de Nederlandse Top 40 | Datum van verschijnen | Datum van binnenkomst | Hoogste positie | Aantal weken | Opmerkingen |
| ------------------------------------------------------------- | --------------------- | --------------------- | --------------- | ------------ | ----------- |
| Be good to me                                                 | 06-11-2013            |                       |                 |              |             |